# Gemeindebuch Schrebitz

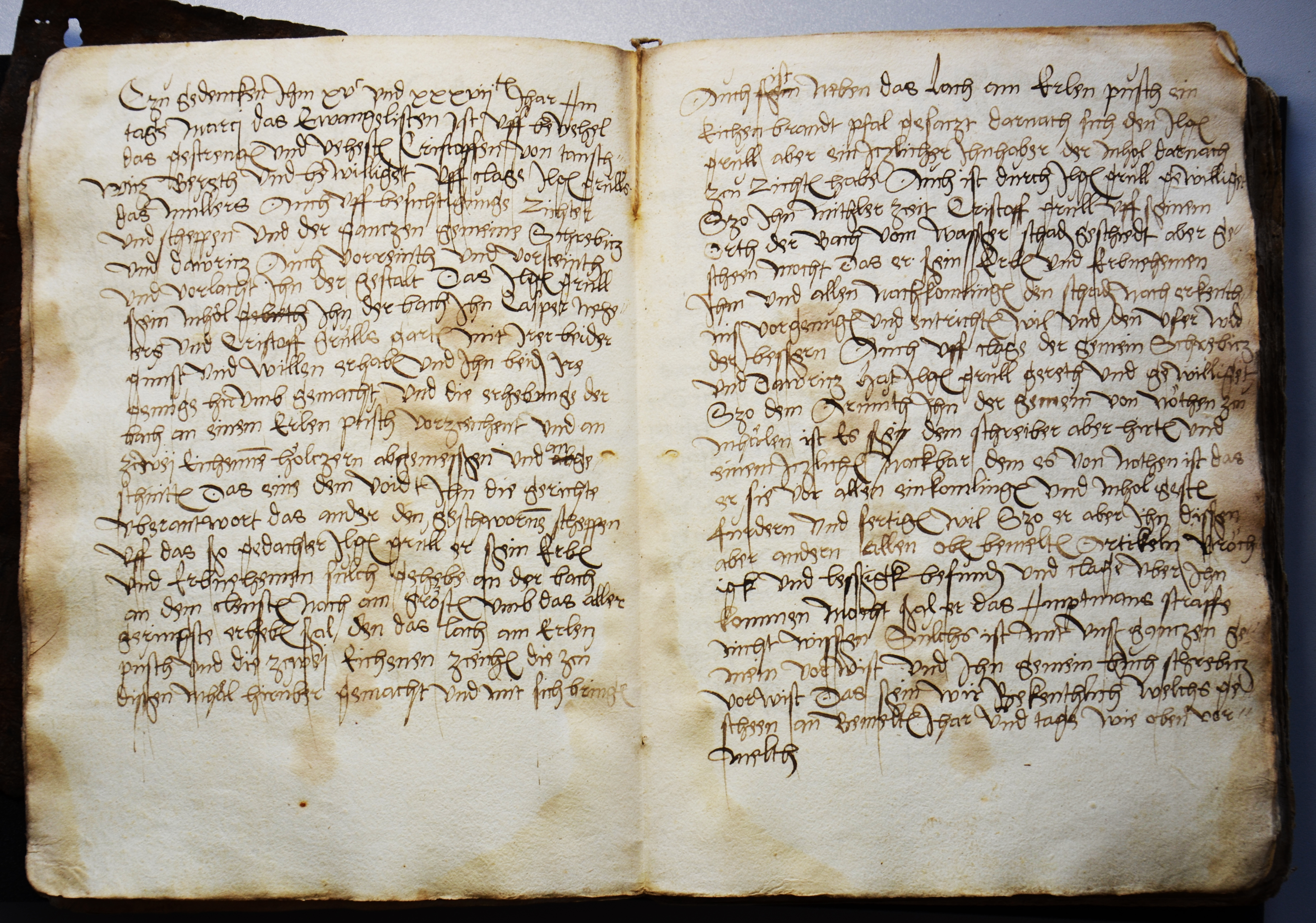
Doppelseite (Folio 8v/9r) aus dem frühneuzeitlichen Gemeindebuch Schrebitz.

 Das Gemeindebuch Schrebitz ist als Gerichtshandelsbuch eine bedeutende frühneuzeitliche Quelle der freiwilligen Gerichtsbarkeit in Sachsen. Die 254 Seiten umfassende Handschrift enthält im Wesentlichen Einträge des 16. Jahrhunderts, wobei die früheste Datierung das Jahr 1517 nennt und der späteste Eintrag von 1669 stammt. Das Dorfgerichtsbuch diente in erster Linie der Niederschrift von Rechtsgeschäften in Schrebitz und umliegenden Siedlungen. Das Werk war bis zur Wiederentdeckung in der ersten Hälfte des 20. Jahrhunderts verschollen. Diesem Umstand ist zu verdanken, dass das Gemeindebuch Schrebitz das seltene Beispiel eines fast unverändert erhaltenen frühneuzeitlichen Gerichtshandelsbuches darstellt.

## Hintergrund
Schrebitz beherbergte bereits seit dem 14. Jahrhundert den Sitz des lokalen Gerichtsvogts, der neben der Eintreibung von Abgaben auch für die freiwillige Gerichtsbarkeit verantwortlich zeichnete. Die bis heute existierende Gerichtsgasse verweist auf die regionale Bedeutung des Ortes in dieser Hinsicht. Das Gemeindebuch entstand zu Beginn des 16. Jahrhunderts, wurde bis 1669 fortgeführt und geriet danach in Vergessenheit. Plünderungen während des Dreißigjährigen Krieges, des Zweiten Schlesischen Krieges und des Siebenjährigen Krieges, die Schrebitz stark belasteten, überstand das Buch unbeschadet. Zu Beginn des 20. Jahrhunderts wurde es auf dem Dachboden eines Hofes, der seit mindestens dem 18. Jahrhundert als Gerichtsstand genutzt worden war, wiederentdeckt. Die Lage begünstigte einerseits ein Überdauern weitestgehend abgeschottet von schädlichen Umwelteinflüssen und verhinderte andererseits eine Vernichtung, Beschädigung oder Zweckentfremdung, nachdem das Gemeindebuch seine eigentliche Bedeutung verloren hatte.

## Beschreibung
Das Gemeindebuch Schrebitz besteht aus 127 Blatt Büttenpapier im Oktavformat, wobei fünf Seiten unbeschrieben sind. Geschützt ist das Werk durch einen ledernen Kopert-Einband, der nur teilweise und insbesondere auf der Rückseite nur in Fragmenten erhalten geblieben ist. Die einzelnen Seiten sind mit Eisengallustinte in verschiedenen Brauntönen beschrieben, Urheber sind im Wesentlichen zwei Haupthände, darüber hinaus finden sich verschiedene Kanzleikursive. Das verwendete Büttenpapier umfasst mindestens drei verschiedene Wasserzeichen, die auf eine Herkunft aus Weißwasser/Oberlausitz, Goslar und Dresden verweisen.
Im Gemeindebuch sind 164 einzelne Texte aus Schrebitz und den umliegenden Dörfern festgehalten. Überwiegend handelt es sich dabei um Protokolle von Rechtsgeschäften, darüber hinaus findet sich unter anderem ein Arznei-Inventarium und eine unvollständige „Ordnung“. Zu den niedergeschriebenen Angelegenheiten der freiwilligen Gerichtsbarkeit gehören Familien-, Nachlass- und Teilungssachen, Vormunds- und Pflegeschaftsfragen, Grundstücksverkäufe und Dingliche Belastung.

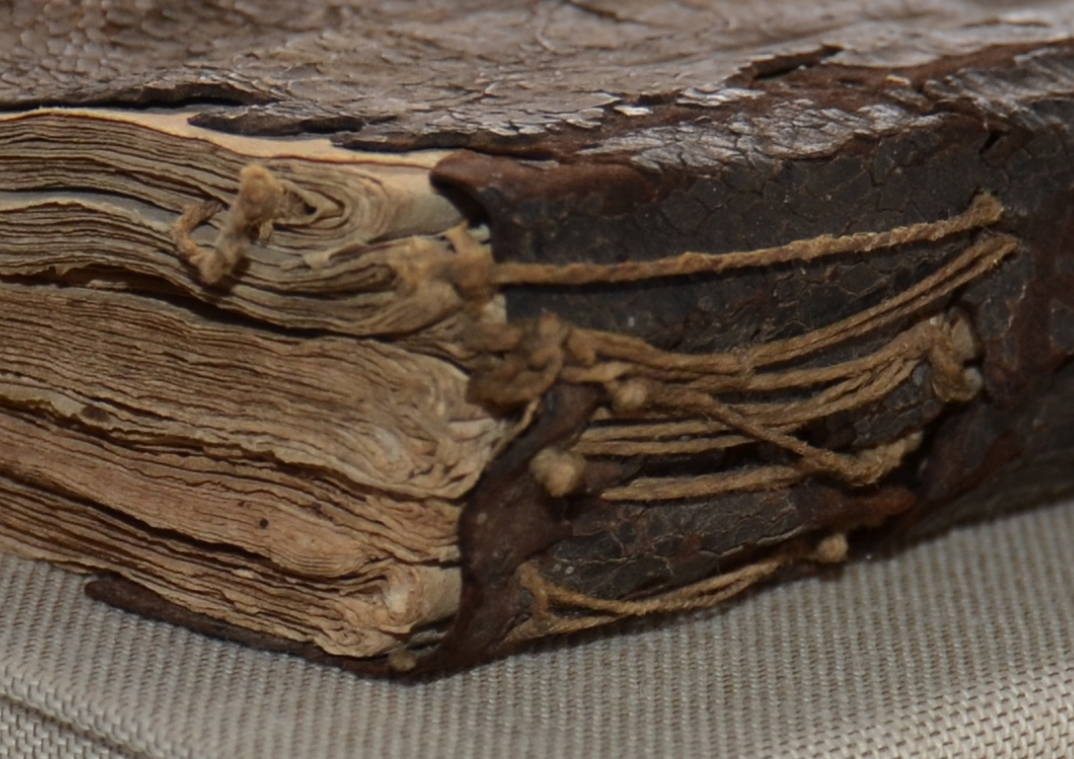
Bindung der Lagen
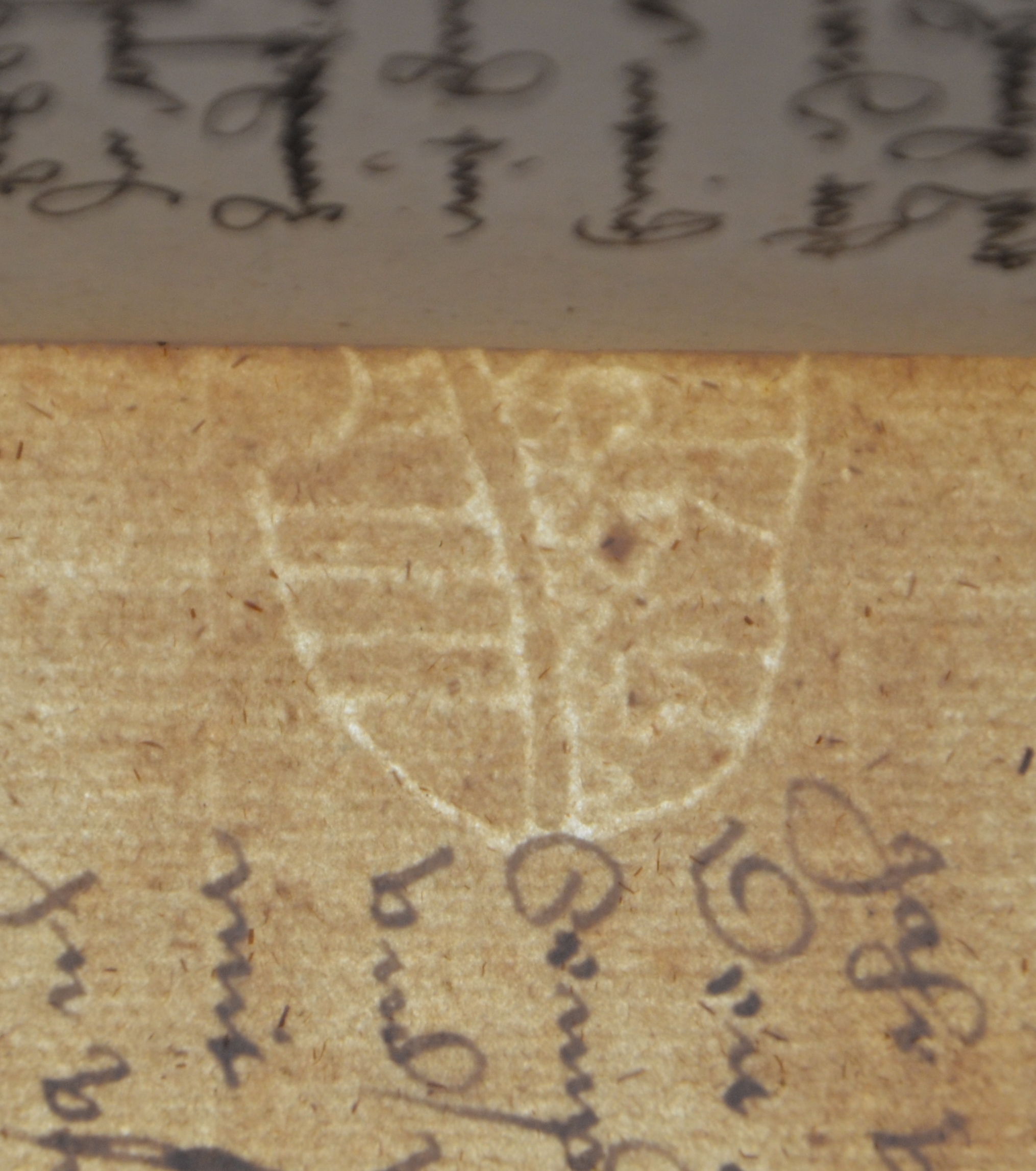
Wasserzeichen einer Dresdner Papiermühle
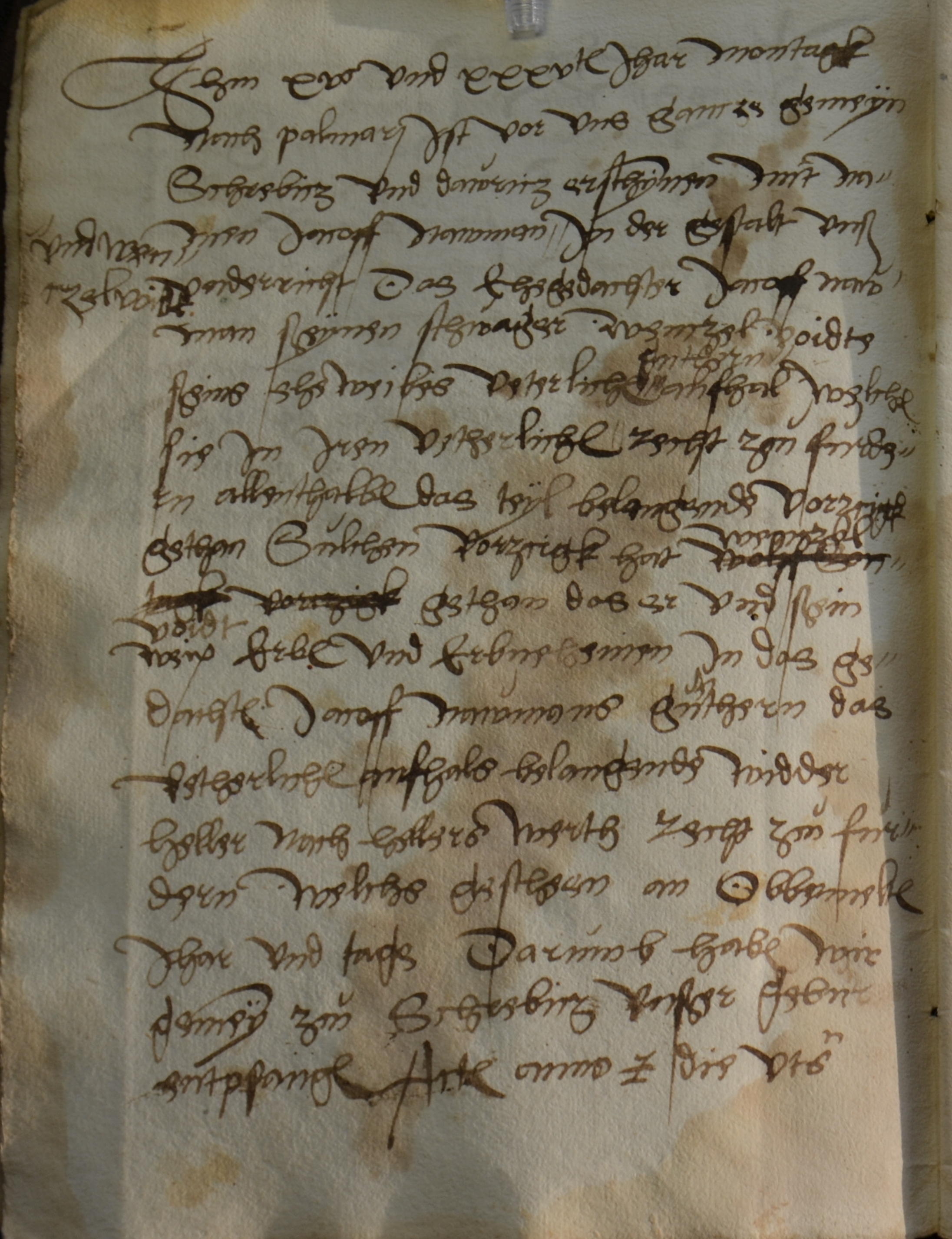
Einzelseite (Folio 3v)

## Sonstiges
Im Jahr 2014 wurde Jan Ulrich Büttner, Dozent an der Universität Bremen, für die Gestaltung eines Seminars zur Handschrift aus Schrebitz mit dem ältesten Lehrpreis Deutschlands, dem Berninghausenpreis für ausgezeichnete Lehre und ihre Innovation, ausgezeichnet.